# Björn Borg
Björn Borg (Stockholm, 6. lipnja 1956.), švedski tenisač.
U svojoj relativno kratkoj karijeri osvojio je 62 teniska turnira, od toga 11 puta Grand Slama. U razdoblju od 1976. do 1980. godine, osvojio je pet puta u nizu najprestižniji turnir Wimbledon i šest puta pobijedio je na Otvorenom prvenstvu Francuske: Roland Garros-u. Kada je bio na vrhu karijere povukao se iz aktivnog natjecanja. Švedski športski savez proglasio ga je najboljim švedskim športašem svih vremena, dok su ga američki novinari proglasili drugim po važnosti športašem prošlog (20.) stoljeća poslije Muhammada Alija.